# Robert Smith (político)
Robert Smith (Lancaster, 3 de novembro de 1757 – Baltimore, 26 de novembro de 1842) foi um político norte-americano, o segundo Secretário da Marinha dos Estados Unidos entre 1801 e 1809 e o sexto Secretário de Estado dos Estados Unidos de 1809 até 1811.
Smith nasceu em Lancaster, Província da Pensilvânia. Durante a Guerra de Independência dos Estados Unidos, ele serviu no Exército Continental e participou da Batalha de Brandywine. Após a guerra, ele se formou na Universidade de Princeton em 1781 e trabalhou como advogado em Maryland. Smith fez parte do senado estadual de Maryland entre 1793 e 1795, e depois membro da câmara de representantes de 1796 a 1800. O presidente Thomas Jefferson o nomeou como Secretário da Marinha em julho de 1801 após William Jones ter recusado o cargo. Em março de 1805 o senado confirmou a nomeação de Smith como Procurador-Geral e Jacob Crowninshield como Secretário da Marinha. Porém, Crownishield recusou a nomeação, e dessa forma Smith brevemente serviu nos dois cargos ao mesmo tempo. Eventualmente, Jefferson nomeou John Breckinridge como o novo Procurador-Geral. Smith deixou o cargo ao final da presidência de Jefferson; James Madison imediatamente o nomeou como Secretário de Estado, cargo que ele manteve de março de 1809 até sua renúncia forçada em abril de 1811.
Smith era um grande aliado de seu irmão, o senador Samuel Smith. Ele se opôs ao Secretário do Tesouro Albert Gallatin. Madison achou que poderia ser seu próprio Secretário de Estado, porém Smith frequentemente era contra as políticas do presidente, que forçou sua renúncia. Madison questionou a lealdade dele, afirmou que Smith não lia suas correspondências diplomáticas, foi indiscreto em conversas com os britânicos e se apôs aos esforços da administração para conseguir acordos de negócios com a França e a Grã-Bretanha. Aparentemente, Smith ficou surpreso com as acusações do presidente e, por suas vez, atacou as políticas internacionais de Madison. 